# Felsőalmás
Felsőalmás (szlovákul Horný Almáš) Hontalmás településrésze, korábban önálló falu Szlovákiában, a Nyitrai kerület Lévai járásában. 2001-ben Hontalmás 226 lakosából 223 szlovák volt.

## Fekvése
Lévától 19 km-re északkeletre, az Almás patak partján fekszik.

## Története
A község területe már az újkőkorban is lakott volt, ahonnan a lengyeli kultúra tárgyi emlékei kerültek elő.
Almást 1245-ben említik először. A Hont-Pázmány nemzetség birtokolta, melyet Márton comes a sági prépostságnak adományozott. Felsőalmást 1428-ban említik külön először, a 17. században a jezsuitáké, később a besztercebányai prépostságé. Lakói mezőgazdasággal, szőlőtermesztéssel foglalkoztak. A 18. század elejétől virágzott a fazekasság és a sörfőzés is.
Vályi András szerint "Alsó Almás. Felső Almás. Tót helységek Hont Vármegyében, Felső Almásnak földes Ura Hertzeg Eszterházy Uraság, Alsó Almásnak pedig a’ Zólyomi Káptalan, lakosai katolikusok, és Augustai vallásbéliek, fekszenek Pukantztól egy jó mértföldnyire: Filiálissa a’ Báthi Plébániának. Földgye a’ mi Alsó Almást illeti, néhol soványas, és a’ zápor esső által károsíttatik; de mivel ez tsak egy részét illeti, más része pedig földgyének elég termékeny, legelője alkalmatos, ’s mind a’ kétféle fája, nagy szőlő hegyei vannak, mellyek középszerű bort teremnek, piatzozása sem meszsze, Esztergom is közel fekszik hozzá, mivel jó tulajdonságai, fogyatkozását felűlhaladgyák, az első Osztályba tétetett. Felső Almás is olly forma természeti javakkal, ’s tulajdonságokkal bír, Báthoz, és Selmetz Bányához közel lévén, vagyonnyainak eladására jó alkalmatosága, mellyhez képest ez is első Osztálybéli."
Fényes Elek szerint "Almás (Felső), tót falu, Honth vgyében, 2 kath., 461 evang. lak. Evang. templom. Mind a két helységnek fő élelme bortermesztésben áll. F. u. h. Eszterházy."
1910-ben 207, túlnyomórészt szlovák lakosa volt. A trianoni békeszerződésig Hont vármegye Báti járásához tartozott.
Alsóalmást és Felsőalmást 1943-ban egyesítették.

## Külső hivatkozások
- Községinfó
- Hontalmás Szlovákia térképén
- Regionhont.sk